# 学齢
学齢（がくれい）とは、学校に就学して教育を受けることが適切とされる年齢のことである。日本では、満6歳の誕生日以後の最初の4月1日から9年間（満15歳に達した日以後の最初の3月31日まで）が該当する。第二次世界大戦後の日本においては義務教育の対象年齢にあたる者のことを「学齢○○」と称するため、日本国籍者についての学齢期と義務教育期は同一のものを指している。このため、あえて義務教育と学齢の概念を区別して解説する意味は薄いが、かつては学齢期と義務教育期間は明確に異なる概念であった。学齢は、義務教育と関係が深い概念なので、より深く理解するには「義務教育」の記事も参照。

## 制度
日本では教育基本法（平成18年法律第120号）第5条第1項および学校教育法（昭和22年法律第26号）第16条において、日本国民である保護者に対し、子に9年の普通教育を受けさせる義務を負わせている。その学齢（就学義務年齢）は学校教育法第17条で定めており、原則として子の満6歳の誕生日以後における最初の学年の初め（最初の4月1日）から6年間（6年間で修了しない場合は、15歳に達した日以後の最初の3月31日まで）を小学校等に、小学校等修了から15歳に達した日以後の最初の3月31日までを中学校等に就学させる義務を負う。この9年間を「学齢期」（がくれいき）と呼ぶ。保護者に日本国民が含まれない子は義務教育の対象外であるため、この期間を「義務教育期」とは呼べないことになるが、「学齢期」と呼べるかどうかについては、正式な決まりはない。しかし保護者が日本国籍である子に限れば、学齢期と義務教育期は同義である。
正式には、小学校などの初等教育の課程に対する学齢と中学校などの前期中等教育の課程に対する学齢の2つがある。義務教育を実施することとあわせて保護者が小学校などの初等教育の課程に就学させなければならない子は学齢児童（がくれいじどう）と称され、保護者が中学校などの前期中等教育の課程に就学させなければならない子は学齢生徒（がくれいせいと）と称される。住民基本台帳に記載されている学齢期の子は、市区町村の教育委員会によって学齢簿に記載される。就学の手続きについての詳細は「就学事務」も参照のこと。
学齢児童と学齢生徒には懲戒処分としての停学の措置ができないが、学齢超過者（義務教育の対象者ではない）に対しては可能である。この停学禁止規定は、「保護者が就学させなければならない子」（「学齢児童」「学齢生徒」）にのみ適用される。なお、国籍については、保護者が日本国籍を有していれば子が日本国籍を有していなくとも「保護者が就学させなければならない子」となり、逆に、子が日本国籍を有していても保護者に日本国籍を有する者が含まれていなければ「保護者が就学させなければならない子」とならない。

### 早生まれ
日本において、誕生日が1月1日から4月1日までの間にある場合、俗に「早生まれ」と呼ばれる。これは日本における小中学校の学齢期の制度が次のようになっていることに由来する。
日本における学齢期は、学校教育法17条1項によって、「満六歳に達した日の翌日以後における最初の学年の初め」から開始する。この場合、「満六歳に達した日」とは、年齢計算ニ関スル法律によって誕生日の前日の満了をもって年齢が加算され、「以後」とはその基準となる時点を含み、「学年の初め」とは学校教育法施行規則59条により4月1日を指している。すなわち、4月1日生まれは、満6歳に達する3月31日の翌日（4月1日）に開始する学年から学齢期となり、4月2日以降生まれは翌年の4月1日から開始する学年から学齢期となる。以上の結果から、小中学校は原則として、同じ学齢（1学年）は4月2日生まれから翌4月1日生まれまでの児童・生徒で構成されることになる。
これに関して、4月1日生まれの者が早生まれに含まれるのは、2月29日（うるう日）が誕生日の人のためであると説明されることがある（例：『チコちゃんに叱られる!』（NHK） 2019年3月22日放送）。しかしこの説明は、この議論の予備知識である年齢計算ニ関スル法律の解釈を述べたにすぎない。「満六歳に達した日の翌日以後における最初の学年の初め」を学齢期の初めとしている現行の学校教育法が、仮に「満六歳に達した日の翌日後」という規定に変われば、4月1日生まれの者は早生まれには含まれないことから、2月29日生まれとの関係はない。なぜ、現行の学校教育法が「以後」という規定になっているかは明らかになっていない。
誕生日が1月1日から4月1日までの間にある者が「早生まれ」と呼ばれるのは、かつての数え年に由来するとされる。すなわち、誕生日がこの範囲にある者は、小学校等の就学が前年の4月2日以降に生まれた者と同じとなり、同年生まれの者の中では就学が1年早いことに由来する。
なお、年度単位（4月から翌年3月）で見れば、4月1日生まれの児童生徒が1年度後になる以外は変わりがない（下記参照）。
| 生年         | 誕生日1月1日～4月1日 | 誕生日4月2日～12月31日 |
| ------------ | -------------------- | ---------------------- |
| 2017年生まれ | 2023年4月入学        | 2024年4月入学          |
| 2018年生まれ | 2024年4月入学        | 2025年4月入学          |
| 2019年生まれ | 2025年4月入学        | 2026年4月入学          |
| 2020年生まれ | 2026年4月入学        | 2027年4月入学          |
| 2021年生まれ | 2027年4月入学        | 2028年4月入学          |

早生まれの児童・生徒は、他の同学年の児童・生徒と比べて発達が遅れている場合があることから、学業やスポーツなどで不利な場合があることが知られている(「相対年齢効果」も参照)。

### 類語
学齢期と字面が似た言葉として「学童期」があるが、これは小中学生の時期をあらわす用語である。「学童」の語には法令上の定義はなく、厳密に何歳の範囲という決まりではなく、小学校入学から中学校卒業までの義務教育9年間を一般的に意味する。しかし、日本では大多数の小中学生が6〜14歳（4月1日時点）であるため、医療・保健衛生の分野では6〜14歳を学童期と呼称する用法も見られる。

## 学齢と適切な就学年齢
学齢期が初等教育（小学校などにおける教育）および前期中等教育（中学校などにおける教育）を受けるのに最適な年齢であるという保証はない。各人により発達の個人差があるし、また人によっては入院などのため学校を通じて学ぶことができない期間が生じることもあるので、個人によって学校教育を受けるのに適した年齢に差もあるという考え方がある。特に、早生まれの子どもは出生時期の違いから必然的に他の同い年の子どもよりも発達が遅れているので、相対年齢効果を防ぐためにもより慎重な判断が必要となる。こういった考え方は日本でない各国では一般的であるが日本ではほとんどの場合、学齢期と小中学校の在学時期が重複している。
学齢に達した者が学校の授業に適応できる程度まで成長していることを、「学齢成熟」と呼ぶ。ドイツなどでは小中学校での原級留置（留年）は学齢成熟に達していない児童を小学校に入れることが原因で生じるという考え方があり、小学校の就学年齢をある程度可変にして学校にうまく適応できるようにしている。

## 学齢期以外の者の義務教育諸学校への在学
義務教育諸学校（小学校、中学校、中等教育学校前期課程・特別支援学校の小学部・中学部）に在学している者は、ほとんど（全学校種平均では約99.51%）が学齢期の者である。この理由としては、以下のものが挙げられる。
- 義務教育制度が整っているため、ほとんどの国民が学齢期に義務教育諸学校に就学していること[注釈 9]
- 就学義務の猶予がほとんど行なわれていないため、ほとんどの人が最低年齢の6歳で就学していること
- 実務上、年齢主義を取っているため、小中学校での原級留置（落第・留年）がほとんど行なわれないこと

### 学齢未満者
学齢期に達していない者は、義務教育諸学校への入学は禁じられている。第二次世界大戦前にはこの規制は幾分緩やかだったため飛び入学のような形で早期に小学校に入学した例もある程度見受けられたが（河上肇など）、戦後は明確に禁止されている。近年、教育改革の議論が高まる中で就学時期を1年程度早めたり遅めたりすることが容易に可能となる制度にしようとする意見もあるが、就学時期を早める方については現時点では不可能である。
ただし、ごくまれな話であるが昭和20年代に地方公共団体のミスで、学齢期に達しないうちに小学校に入学させてしまい、しばらく経った後にミスに気付いたという例があった。この場合は、杓子定規に学年を変更すると在籍者への悪影響が大きいと考えて、やむを得ないものとしてそのまま進級させ、14歳で中学校を卒業させた。なお、この生徒は高校進学の際は中学校を卒業しているために高校入学資格があるとされ、14歳での高校入学は可能とされた（実際に進学したかは不明である）。

### 学齢超過者
学齢期を過ぎた者は義務教育諸学校に在学する必要はないが、在学は禁止されていない。1952年に伊丹市の照会に対し文部省は「一般に、学齢児童生徒以外の者が公立の義務教育学校への就学を願い出た場合には、教育委員会は、相当の年齢に達し、且つ学歴、学校の収容能力等の諸事情を考慮して適当と認められる者については、その就学を許可して差支えない」と回答し、学齢超過者でも入学が可能な場合があるとの見解を示している。
例えば、中学校2年までは最低年齢で在学していたものの、1年間の原級留置（留年）をしたために卒業時には16歳であったというケースの場合、最後の1年間は学齢超過者として中学校に在学していたということになる。この場合、学齢期を終えた時点で、本人および保護者の意思により退学することは自由であった。なお学齢期の者が在学中に学齢を超過することになり、本人の意思によって在学を継続する場合は、公立・私立ともに教育委員会の許可を受けずに校長の権限で継続在学可能であるが、学齢超過者が新たに入学しようとする場合は、公立学校においては教育委員会の許可を受ける必要がある。これは、小学校卒業直後に公立中学校に進学する場合も中学校への新入学扱いとなるために同様の扱いになり、小学校卒業時に学齢を超過している場合は、公立中学校に入学するときに改めて教育委員会の許可を受ける必要があることになる。日本では義務教育諸学校に在学している学齢超過者は5万6000人以上存在すると見られるが、これは義務教育諸学校の全在学者のうちの約0.49%であり、中学校などの前期中等教育の学校の全在学者のうちの約1.37%に当たる。多くは長期入院・帰国子女などで、1学年下で学ぶという場合である。
ただし、学齢超過者は必ずしも義務教育諸学校への入学・在学が保障されているわけではない。夜間中学校などでは積極的に受け入れているものの、多くの中学校では入学を断られる場合も多い。多くの文献では、学齢超過者であっても義務教育未修了者（卒業証書を受け取っていない者）であれば、一般の中学校でも受け入れるべきであるとの見解を採っているが、実際には受け入れを拒否している教育委員会も多い。また、夜間中学校であっても、既に中学校の卒業証書を受け取っていると入学が難しくなることが多いとされる。
近年は、特別支援学校の小学部・中学部などで、主に障害のため学齢期に就学義務の免除を受けた学齢超過者を積極的に受け入れているケースもあり、以前には学習権を保障されなかった人への補償を行なっている形である。

## 定義の変遷
日本において学齢の概念が現れた時期は、義務教育制度が開始された時期とほぼ時を同じくする。1872年に定められた学制では、学齢については特に規定がなく、下等小学と上等小学の計8学年を必ず卒業すべきこととしていた。その後すぐ、1875年の文部省布達により、満6歳から満14歳までの8年間を学齢と定められた。このように、当時は4月1日を起点とするものではなく、誕生日を起点とするものであった。このため、学齢の始期と就学の始期は一致しておらず、学齢に達してもすぐには小学校に入学できないのが通常であった。1900年の改正小学校令では、「満6歳の翌月から満14歳」との規定に変更された。
なお、この当時の義務教育年限は、1900年の改正小学校令によって、「学齢到達日以降の最初の学年の初めから、尋常小学校の修了まで」と定められていた。すなわち、始期については年齢主義で、終期については課程主義で定められていたのである。ただし、注意すべきことは、学齢期は8年間とされていたのに対し、尋常小学校の修業年限は当初4年間、途中から6年間となったことである。すなわち、尋常小学校に義務教育の始期と同時に入学して、6年間で修了した場合、なお学齢の終期まで2年間の余裕があることになる。この場合、学齢の終期に達していなくても、小学校課程を修了したので義務教育はそこで終了するとみなされていた。逆に、尋常小学校を修了していなくても、学齢の終期に達すれば、義務教育はそこで終了するとみなされていた。このように、義務教育の終期については、年齢主義と課程主義の組合せによって定められていた。
義務教育終了年齢が12歳までだった時期はない。
戦前の全ての時期は、義務教育とは学齢期のうちの一部の時期に行われるものに過ぎず、学齢期であることがすなわち義務教育の対象であるということではない。初期においては、社会的な事情によっては学齢期のうちの義務教育期間は最低16ヶ月（年間4ヶ月の授業を4年分）でよいという規定ですらあった。また、戦時期の青年学校義務化では男子は19歳までの就学義務があったが、これは当然学齢（14歳まで）を超えている。このように学齢と義務教育の結びつきは固定化しておらず、自由度が高かった。なお、明治維新から終戦直後まで、義務教育期間は幾度も変更されているが、学齢期はずっと「6歳から14歳まで」の8年間のままほぼ変更されていない。
1941年の国民学校令の条文では、「6歳の4月1日から14歳の4月1日の前日まで」の8年間が学齢期・義務教育期間とされた。すなわち、これまでの義務教育終期を課程主義併用で定める方式を廃し、始期・終期ともに年齢主義のみで定め、また学年の始期と終期にも一致させたため、法令上では学齢期と義務教育期がイコールとなったのである。しかし、国民学校は当初6年制のまま経過させ、1944年以降の8年制化を計画していたが、戦局の悪化によって国民学校令等戦時特例が制定され、それ以降も6年制のまま制度は消滅したため、やはり法令上の学齢期（義務教育期）と実際の義務的就学期間は一致していない。すなわち、この時期も課程の修了と学齢の到達の両方が終期とみなされるという点で、実際には従前と同じく年齢主義と課程主義の併用であった。
戦後の学制改革により、1947年には「6歳の4月1日から15歳の4月1日の前日まで」の9年間が就学義務期間（学齢）と定められ、2年間の移行期間を経た上で、1949年からは実質的にも義務教育期間が9年間となり、現在に至っている。現在の制度では、義務教育の始期と終期は完全に年齢主義での規定となっており、その期間を学齢期と呼ぶことから、義務教育期と学齢期は同じものをさしている。

## 世界各国の学齢
個別の子供の状況に応じて、小学校に入学する時期に1年程度の幅が見られる国もある。これはドイツなどで見られ、保護者や現場の教員などの意見が反映される。
小学校で教育を受けるのに適切な発達段階になることを学齢成熟と呼ぶ。欧州などでは、学齢成熟を待ってから初めて小学校への入学をする場合も多い。こうすることで、相対年齢効果に対する対策となり、小学校入学後に落ちこぼれて落第をすることを減らせるというメリットがある。
なお、英語圏でも「school age」などの単語はあり、「学齢」と訳されるが、必ずしも法的な定義や日常会話でのその意味する所が日本の学齢と同じとは限らない。むしろ発達段階に関する場面で使われることもある。

## 日本の学齢早見表
| 満年齢   | 学年                                        | 学校                                                     |
| -------- | ------------------------------------------- | -------------------------------------------------------- |
| 0〜1歳   |                                             | 保育所（任意）                                           |
| 1〜2歳   |                                             | 保育所（任意）                                           |
| 2〜3歳   |                                             | 保育所（任意）                                           |
| 3〜4歳   | 年少                                        | 幼稚園 保育所（任意）                                    |
| 4〜5歳   | 年中                                        | 幼稚園 保育所（任意）                                    |
| 5〜6歳   | 年長                                        | 幼稚園 保育所（任意）                                    |
| 6〜7歳   | 1年                                         | 小学校など（義務教育）                                   |
| 7〜8歳   | 2年                                         | 小学校など（義務教育）                                   |
| 8〜9歳   | 3年                                         | 小学校など（義務教育）                                   |
| 9〜10歳  | 4年                                         | 小学校など（義務教育）                                   |
| 10〜11歳 | 5年                                         | 小学校など（義務教育）                                   |
| 11〜12歳 | 6年                                         | 小学校など（義務教育）                                   |
| 12〜13歳 | 1年                                         | 中学校など（義務教育）                                   |
| 13〜14歳 | 2年                                         | 中学校など（義務教育）                                   |
| 14〜15歳 | 3年                                         | 中学校など（義務教育）                                   |
| 15〜16歳 | 1年                                         | 高等学校など 高等専門学校（任意）                        |
| 16〜17歳 | 2年                                         | 高等学校など 高等専門学校（任意）                        |
| 17〜18歳 | 3年                                         | 高等学校など 高等専門学校（任意）                        |
| 18〜19歳 | 1年 4年（高専）                             | 大学 短期大学 高等専門学校（任意）                       |
| 19〜20歳 | 2年 5年（高専）（任意）                     | 大学 短期大学 高等専門学校（任意）                       |
| 20〜21歳 | 3年                                         | 大学 一部の短期大学（任意）                              |
| 21〜22歳 | 4年                                         | 大学（任意）                                             |
| 22〜23歳 | 1年 5年（医学、歯学、薬学、獣医学）         | 大学院（修士課程） 医学部 歯学部 薬学部 獣医学部（任意） |
| 23〜24歳 | 2年 6年（医学、歯学、薬学、獣医学）（任意） | 大学院（修士課程） 医学部 歯学部 薬学部 獣医学部（任意） |
| 24〜25歳 | 1年                                         | 大学院（博士課程）（任意）                               |
| 25〜26歳 | 2年                                         | 大学院（博士課程）（任意）                               |
| 26〜27歳 | 3年                                         | 大学院（博士課程）（任意）                               |
| 27〜28歳 | 4年（医学、歯学、薬学、獣医学）             | 大学院（博士課程）（任意）                               |